# Andrea Berntzen
Andrea Berntzen (* 25. Februar 1998) ist eine norwegische Schauspielerin.

## Leben
Als Schülerin ihres Gymnasiums in Oslo nahm Andrea Berntzen 2017 als Schauspielerin an einer Schulaufführung teil. In einem Wettbewerb wurde sie daraufhin als Schauspielerin des Jahres ausgezeichnet.
Nach dem Abschluss wurde Berntzen die Hauptrolle als Kaja im Filmdrama Utøya 22. Juli angeboten. Für ihre Schauspielleistung wurde sie bei der Berlinale 2018 von norwegischen und internationalen Medien gelobt. Im selben Jahr erhielt sie den norwegischen Filmpreis Amanda als Beste Hauptdarstellerin.
Im Herbst 2017 begann sie eine Schauspielausbildung.

## Filmografie
- 2017: På fylla (Fernsehfilm)
- 2018: Utøya 22. Juli (Utøya 22. juli)
- 2018–2019: HasBeen (Fernsehserie, 6 Episoden)
- 2019: Wimbledon (Kurzfilm)
- 2020: Die Betroffenen (De Berørte, Kurzfilm)
- 2020: Veggdyr (Kurzfilm)
- 2021: Das Mädchen aus Oslo (Bortført, Fernsehserie, 10 Episoden)
- 2021: Nissene i bingen (Fernsehserie, 24 Episoden)
- 2022: Rod Knock (Rådebank, Fernsehserie, 1 Episode)